# Mišmar Ajalon
Mišmar Ajalon (hebrejsky מִשְׁמַר אַיָּלוֹן, doslova „Stráž Ajalonu“, v oficiálním přepisu do angličtiny Mishmar Ayyalon, přepisováno též Mishmar Ayalon) je vesnice typu mošav v Izraeli, v Centrálním distriktu, v Oblastní radě Gezer.

## Geografie
Leží v nadmořské výšce 138 metrů na pomezí hustě osídlené a zemědělsky intenzivně využívané pobřežní nížiny a regionu Šefela. Severovýchodně od vesnice protéká Nachal Ajalon.
Obec se nachází 25 kilometrů od břehu Středozemního moře, cca 28 kilometrů jihovýchodně od centra Tel Avivu a cca 28 kilometrů severozápadně od historického jádra Jeruzalému. Mišmar Ajalon obývají Židé, přičemž osídlení v tomto regionu je etnicky převážně židovské.
Mišmar Ajalon je na dopravní síť napojen pomocí lokální silnice číslo 424. Severně od mošavu probíhá dálnice číslo 1 spojující Tel Aviv a Jeruzalém. V 1. a 2. dekádě 21. století byla podél dálnice trasována i nová vysokorychlostní železniční trať Tel Aviv – Jeruzalém, která tu ovšem nemá stanici a na místní dopravní vztahy nemá vliv.

## Dějiny
Mišmar Ajalon byl založen v roce 1949. Zakladateli vesnice byla skupina Židů z Československa.
V červnu 1953 byl v mošavu vyhozen do povětří jeden dům při arabském útoku, který byl součástí širší vlny zostření napětí na tehdejším izraelsko-jordánském pomezí.

## Demografie
Podle údajů z roku 2014 tvořili naprostou většinu obyvatel v Mišmar Ajalon Židé (včetně statistické kategorie "ostatní", která zahrnuje nearabské obyvatele židovského původu ale bez formální příslušnosti k židovskému náboženství).
Jde o menší obec vesnického typu s dlouhodobě stagnující populací. K 31. prosinci 2014 zde žilo 499 lidí. Během roku 2014 populace stoupla o 3,7 %.
| Rok            | 1961 | 1972 | 1983 | 1995 | 2001 | 2003 | 2004 | 2005 | 2006 | 2007 | 2008 | 2009 | 2010 | 2011 | 2012 | 2013 | 2014 |
| -------------- | ---- | ---- | ---- | ---- | ---- | ---- | ---- | ---- | ---- | ---- | ---- | ---- | ---- | ---- | ---- | ---- | ---- |
| Počet obyvatel | 213  | 198  | 262  | 384  | 398  | 407  | 406  | 407  | 417  | 390  | 386  | 387  | 413  | 440  | 465  | 481  | 499  |